# Rhigiophyllum squarrosum
Rhigiophyllum es un género monotípico de plantas  perteneciente a la familia Campanulaceae. Contiene una única especie: Rhigiophyllum squarrosum Hochst.. Es originaria de Sudáfrica.

## Descripción
Es una planta herbácea (anual o perenne), rara vez pequeños arbustos. Las hojas son alternas, raras veces opuestas, las estípulas son simples. Las flores son regulares, en forma de campana, forma de embudo o con forma de bandeja  y hermafroditas. Crecen solitarias o, con más frecuencia, en inflorescencias. Los grandes y vistosas flores son predominantemente de color azul. Los pétalos, sépalos y estambres son normalmente cinco. El fruto es una cápsula.

## Taxonomía
Rhigiophyllum squarrosum fue descrita por Christian Ferdinand Friedrich Hochstetter y publicado en Flora 25: 232 (1842)